# Хирд (военизированная организация)
Хирд (норв. Hirden, где -en — определённый артикль) — военизированное крыло норвежской фашистской партии Национальное единение. Создано по образцу аналогичных организаций (СА в Германии, Чернорубашечники в Италии и др.). Являлась силовой опорой коллаборационистского правительства Видкуна Квислинга в ходе немецкой оккупации 1940—1945 годов.

## История

### Межвоенный период
Норвежская партия Национальное единение была создана в 1933 году и возглавлялась её лидером (вождём, или фёрером) Видкуном Квислингом. Идеологически и организационно она во многом копировала НСДАП и Национальную фашистскую партию Италии, чьей деятельностью вдохновлялся Квислинг.
Предшественником Хирда был так называемый Специальный департамент (норв. Spesialavdeling, SA), созданный в 1933 году. Он представлял собой добровольную партийную организацию для всех членов партии возрастом от 18 до 45 лет. В 1934 ходу был впервые использован термин Хирд. Считалось, что члены организации являются продолжателями традиций одноименной средневековой скандинавской дружины, одной из задач которых являлась охрана королей и других влиятельных лиц.
Члены Хирда рассматривались как активное ядро Национального единения и официально были определены как «идеологические и политические солдаты» партии. В межвоенный период их основной обязанностью была охрана Квислинга, собраний и других партийных мероприятий, а также силовое противодействие сторонникам левых партий и рабочего движения, особенно членам Коммунистической партии. Они носили особую чёрную форму, напоминающую форму членов германской СС. В 1937 году в Норвегии был принят закон, налагавший запрет на ношение партийной формы, что коснулось и Хирда. Однако после оккупации страны в ноябре 1940 года он был отменен, что позволило членам Хирда возобновить ношение формы.

### Во время Второй мировой войны
После оккупации Норвегии и прихода к власти коллаборационистской администрации во главе с Квислингом, партия Национальное единение стала единственной законной в стране. Из партийной милиции Хирд превратился в важный структурный элемент нового режима. Фактически он стал государственной организацией, финансируемой за счет норвежского бюджета. Квислинг, рассчитавший заключить мирный договор с нацистской Германией, рассматривал организацию в качестве ядра будущей армии независимой Норвегии, которая будет лояльна новому правительству. Ряд членов Хирда вступили в Норвежский легион СС и приняли участие в войне против Советского Союза.
Несмотря на поддержку оккупационного аппарата, Хирд, как и режим в целом, был крайне непопулярен среди норвежцев, рассматривавших организацию в качестве простого инструмента нацистских оккупантов и соучастников их преступлений. Из-за этого организация испытывала хронические проблемы с привлечением новых членов.
Численность Хирда до 1943 года не превышала 8—8,5 тысяч человек. В 1943 году Квислинг объявил службу в организации обязательной для всех членов Национального единения, в результате чего её численность формально возросла до примерно 20 тысяч. Однако эта мера была непопулярна даже в самом Национальном единении, и ряд членов партии предпочли выйти из неё, лишь бы не вступать в Хирд.

## Организационная структура
Каждый из фюльке партии «Национальное единение» (примерно соответствуют фюльке на которых делилось само государство) выставлял выставлял несколько дружин (sveiten), крупные фюльке - один или несколько фюлькингов (fylkingen), каждый из которых в свою очередь делился на дружины, очень крупные фюльке - один или несколько полков (regimentet), каждый из которых в свою очередь делился на фюлькинги, а фюлькинги на дружины. Дружины делились на отряды (troppen), отряды - на отделения (laget). 